# Табаченко, Павел Павлович
Павел Павлович Табаченко (род. 1929) — советский горняк, передовик производства в угольной промышленности. Герой Социалистического Труда (1957).

## Биография
Родился  8 марта 1929 года в селе Павловка, Азовского района, Ростовской области в рабочей семье.
После окончания горно-промышленной школы, поступил на шахту № 7 треста «Несветайантрацит» комбината «Шахтантрацит» Ростовуголь в Ростовской области, работал проходчиком, помощником машиниста врубовой машины, бутопосадчиком.
В 1951 году назначен бригадиром бутопосадчиков. Бригада П. П. Табаченко внедряя комплексную механизацию труда и прогрессивные методы управления кровли, добивалась высоких производительных показателей и способствовала росту угледобычи.
26 апреля 1957 года  «за выдающиеся успехи в деле развития угольной промышленности в годы пятой пятилетки и в 1956 году» Указом Президиума Верховного Совета СССР  Павел Павлович Табаченко было присвоено звание Героя Социалистического Труда с вручением Медали «Серп и Молот» и Орденом Ленина.
С 1971 года был делегатом XXIV съезда КПСС. Жил в городе Новошахтинск.

## Награды
- Медаль «Серп и Молот» (26.04.1957)
- Орден Ленина (1957)